# Katà tríton trochaíon
Katà tríton trochaíon (griechisch κατὰ τρίτον τροχαῖον „(Zäsur) nach dem dritten Trochäus“, lateinisch caesura trochaica) bezeichnet in der antiken Verslehre eine Zäsur des Hexameters nach dem dritten Trochäus, das heißt zwischen den beiden Kürzen des dritten Daktylus. Schema:
—◡◡. —◡◡. —◡ ‖ ◡. —◡◡. —◡◡. —×
Nach einer mechanistischen Interpretation werden die ersten beiden Silben eines Daktylus (—◡◡) als Trochäus (—◡) interpretiert, daher der Name. Diese Zäsur ist seltener als die als „heroische“ Zäsur bekannte Penthemimeres. Sie ist im Gegensatz zu dieser weiblich, da das Kolon mit einer Senkung endet.
Als Beispiele ein Vers Vergils:
fra̱ngeret i̱ndepre̱nsus ‖ et i̱nremea̱bilis e̱rror

—◡◡. ——. —◡ ‖ ◡. —◡◡. —◡◡. —◡
und eine deutsche Nachbildung des Hexameters von Friedrich Gottlieb Klopstock:
Schwe̱igendes Gra̱bgewö̱lbe, ‖ das i̱hm die Gebe̱ine bescha̱ttet

—◡◡. —◡. —◡ ‖ ◡. —◡◡. —◡◡. —◡